# 第172歩兵旅団 (アメリカ軍)
第172歩兵旅団（英語: 172nd Infantry Brigade）は、アメリカ陸軍にかつて存在した旅団の一つ。イラク戦争以前はアラスカ州の防衛を担当していたが、ドイツに移動し、第5軍団隷下の重旅団戦闘団として、アメリカ欧州陸軍の主要な機甲戦力を構成していた。

## 概歴

### 大戦期－1950年代
本旅団は1917年8月5日、アメリカ国民軍（National Army）の一部として、ロックフォードにおいて編成され、第86歩兵師団の隷下に配属された。1918年9月、第1次世界大戦に参加するため、旅団は師団の他の部隊とともによりフランス・ボルドーに展開したが、戦闘に参加しないまま休戦が成立したことから、アメリカ本土に帰国し、1919年1月に編成解除された。しかし2年後の1921年6月24日、旅団司令部および司令部中隊（HHC）は再編成され、陸軍予備役に配属された。第2次世界大戦中、旅団HHCは師団から切り離されて、第86偵察隊（機械化）として、1945年より欧州戦線に投入された。5月7日にはザルツブルクに所在しており、その後、太平洋戦域での作戦に備えて本土に後退した。9月7日、偵察隊はフィリピンに進出したが、これは9月2日に日本が降伏文書に調印した後であった。
戦後、第86偵察隊（機械化）は第86機械化偵察隊に改称されたのち、1946年12月30日に編成解除された。しかし1952年7月9日、第86機械化偵察隊は復帰編成され、陸軍予備役に配属された。

### 1960年代－1980年代
1960年代初頭に行なわれたROAD再編成計画のもとで、アメリカ陸軍は旅団という編制単位を再導入することとなり、この計画のもと、旅団は再編成されることとなった。1963年5月20日、第86機械化偵察隊は、第86歩兵師団の隷下に、第172歩兵旅団に改編された。そして1963年7月1日、アラスカ州フォート・リチャードソン基地において、旅団の編成が完結した。このとき、旅団は、1個軽歩兵大隊と1個機械化歩兵大隊、そして1個戦車大隊から編成されていたが、1969年6月30日、機械化歩兵大隊は軽歩兵大隊に改編された。1974年には戦車大隊も軽歩兵大隊に改編されたが、1978年には、再び1個軽歩兵大隊と1個機械化歩兵大隊、そして1個戦車大隊という編制に戻された。
1986年4月15日、旅団は再び編成解除された。旅団の装備と人員は、新編された第6歩兵師団に引き継がれた。

### 1990年代－イラク戦争

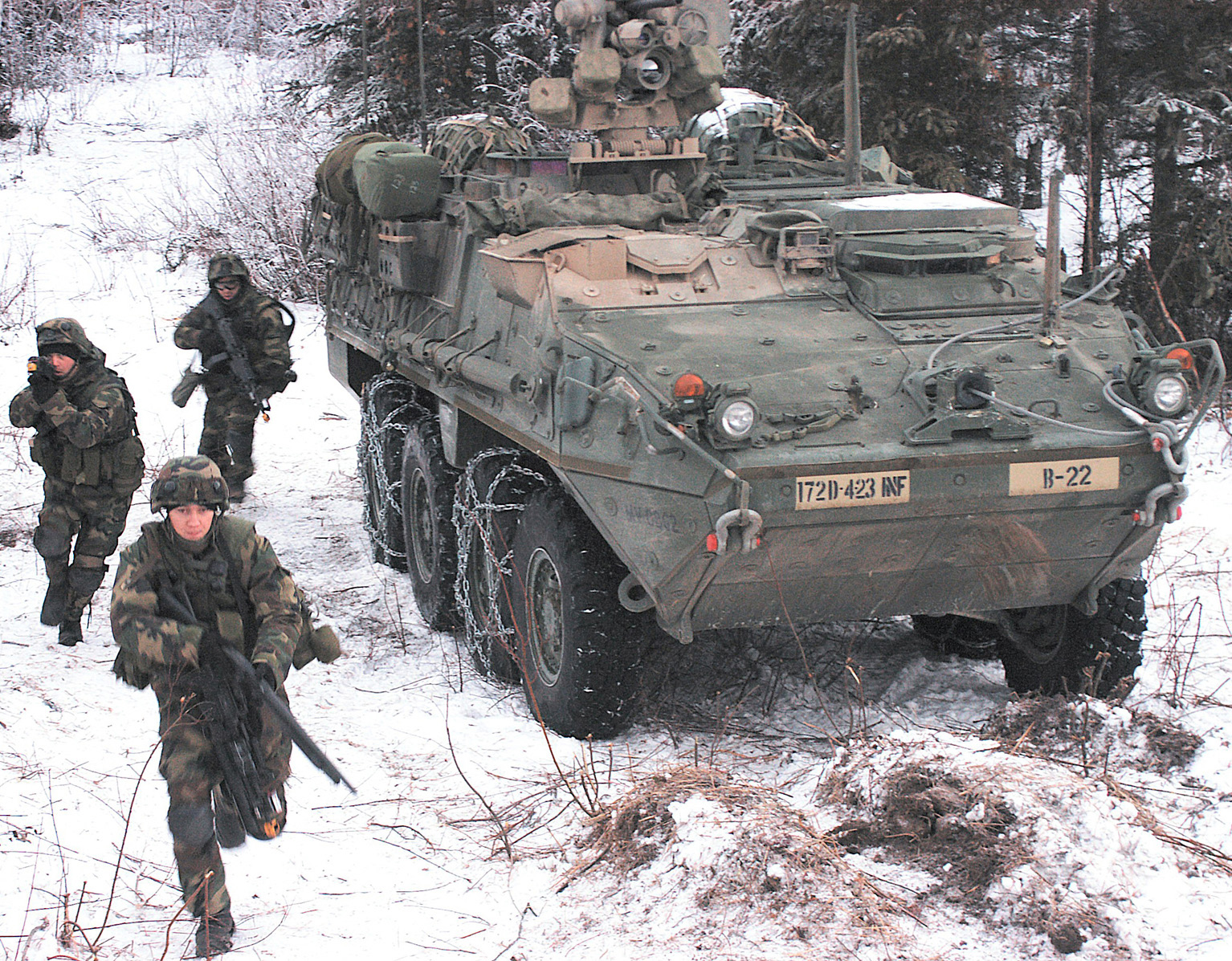
アラスカで演習中の第172 SBCTの兵士。

1990年代後半、米陸軍再編に伴い、独立旅団というコンセプトが再導入されることとなった。これは、師団レベルの支援部隊から独立して、上級司令部から切り離された遠隔地に配備されるものであった。第172歩兵旅団は、この独立旅団コンセプトを適用される初の部隊とされ、1998年4月に復帰編成された。旅団は戦域防御旅団としてアラスカ軍の隷下に配備された。旅団の隷下には2個空中強襲大隊が配属されたが、これは第101空挺師団以外の唯一の空中強襲部隊であった。
2001年、旅団は、まったく新しいインターリム旅団戦闘団に改編されることとなった。インターリム旅団戦闘団は、のちにストライカー旅団戦闘団に改称され、旅団の再編は2003年10月16日に完結し、第172ストライカー旅団戦闘団と改称された。
2005年8月、イラクの自由作戦を支援するため、旅団はイラクに配備された。旅団はモースルに駐屯し、ニーナワー県において対反乱作戦を遂行した。この配備は2006年7月26日に終了する予定であったが、派遣期間は2006年11月まで延長された。この派遣期間延長は、旅団が帰国計画を発動し、一部の部隊が既にアメリカ本土に帰還したのちに発表されたため、これらの部隊はイラクにとんぼ返りせざるをえなくなり、非常に不評であった。しかしこのイラク派遣の結果、旅団は武勇部隊章を受章することとなった。派遣期間を通じて、旅団は26名の戦死者、350名の戦傷者を出した。また旅団に配属されていた10名も戦死した。
イラクから帰還したのち、旅団は編成解除された。旅団の人員・装備は、新編された第25歩兵師団第1旅団に引き継がれた。

### ヨーロッパでの再編成
2007年に発表された陸軍の成長計画において、陸軍は、アメリカ欧州陸軍の隷下に2個旅団を設置することとした。この歩兵旅団の一つとして、旅団は復帰編成されることとなり、2008年、ドイツのグラーフェンヴェーアに移転した。旅団は、第1歩兵師団第2旅団の人員・装備を引き継いで再編され、この際、編制は重旅団戦闘団のものが採用された。2008年秋には重旅団戦闘団としての再編成を完了し、第172歩兵旅団戦闘団と改称された。旅団は2008年12月より、3回目のイラク派遣を開始した。
なお旅団は、2013年5月31日ドイツにて閉隊した。

## 編制

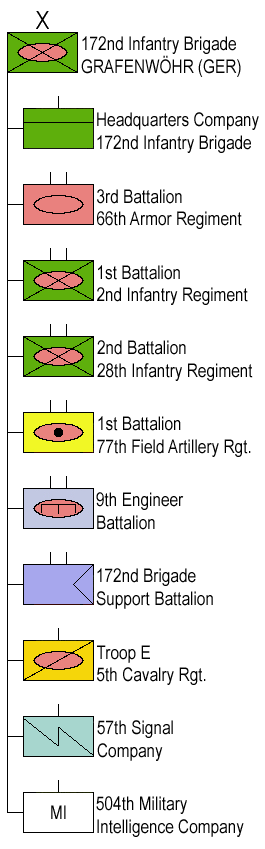
第172歩兵旅団戦闘団の組織図

2010年12月現在、第172歩兵旅団戦闘団は、6個大隊と4個中隊、約3,800名の兵士によって編成されている。これらの部隊は、いずれも、ドイツ・グラーフェンヴェーアに駐屯している。
- 旅団司令部中隊[5]
- 3-66機甲大隊[6]
- 1-2歩兵大隊[7]
- 2-28歩兵大隊[8]
- 1-77野戦砲兵大隊[9]
- 第9工兵大隊[10]
- 第172旅団支援大隊[11]
- 第5騎兵連隊E中隊[3]
- 第57通信中隊[12]
- 第504軍事情報中隊[13]